# Parque nacional de Karimunjawa
El parque nacional de Karimunjawa, también Parque nacional Crimon Java es un parque nacional marino de Indonesia en el archipiélago de Karimun Java, regencia de Jepara, Java Central. Se ubica 80 km al noroeste de Jepara, en el mar de Java. El parque nacional fue declarado primero como zona de protección marina en 2001. Basándose en un mito local popular, este archipiélago fue descubierto por Sunan Nyamplungan, el sobrino de Sunan Kudus quien es uno de los Wali Sanga.
Karimun Java es también una atracción turística popular por sus playas de arena blanca, prístinos arrecifes de coral, desafiantes senderos por las montañas, la peregrinación al cementerio de Sunan Nyamplungan, y las costumbres y tradiciones de la comunidad Karimunjava.